# Мартвілі
Мартвілі (груз. მარტვილი) — місто в західній Грузії, регіон Самеґрело-Земо Сванеті. Адміністративний центр Марвтільського муніципалітету. Давня назва — Чкондіді. Розташоване на березі річки Абашісцкалі. Проголошено містом у 1964. За совєтської влади, з 1936 по 1990 рр. носило назву «Ґеґечкорі» — на честь старого большевика Алексі (Саша) Ґеґечкорі. Населення — 4425 чол. (2014 р.).

## Інфраструктура
У місті промислові підприємства, заклади охорони здоров'я, освіти та культурні установи. У Мартвілі є кафедра та резиденція Чкондідської єпархії Грузинської церкви. Тут знаходиться Мартвільський монастир VII ст.